# インド・イラン語派
インド・イラン語派（インド・イランごは）とは、インド・ヨーロッパ語族の主要な語派の一つ。サテム語に属す。約4000年前、インド・イラン祖語はさまざまな言語に分化して、やがてイランやインドの諸古典語になった。その諸古典語のなかにはアヴェスター語、 サンスクリット語、 古代ペルシア語などがある。次第にその古典語から現代的言語のヒンディー語やペルシア語になっていった。
また歴史的にこれらの言語はアラビア語の影響を強く受けた言語が多く、また、インド語派の諸言語はドラヴィダ諸語に大きな影響を与えた。
古典語はインド・ヨーロッパ語の基本的な形式をよく保っているが、現代語では大きく変化し、例えば名詞の性を失ったもの（現代ペルシア語やベンガル語など）もある。
シンタシュタ文化の担い手はインド・イラン語話者であったと、一般に考えられている。

## インド・イラン語派の諸言語

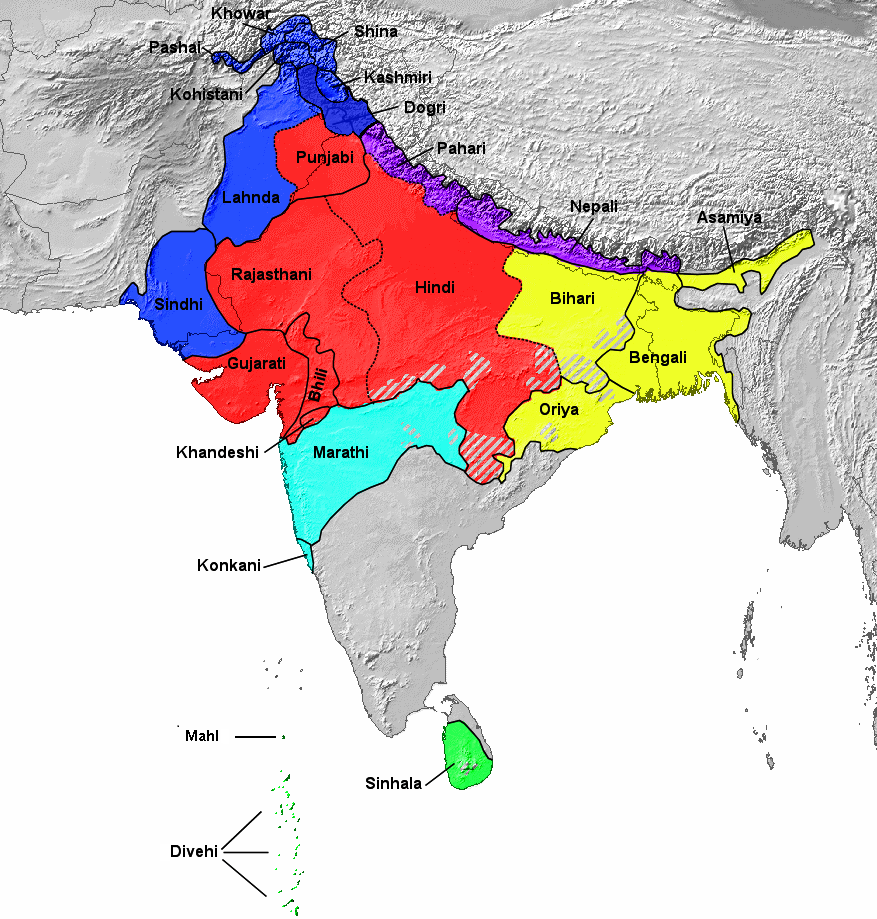
インド語群の分布（ウルドゥー語はHindiの範囲に含まれている。ロマ語、ドマリ語、ロマヴレン語はこの地図の範囲に含まれていない。）
中央語群
東部語群
北部語群
北西語群
南部語群
シンハラ・モルジブ諸語

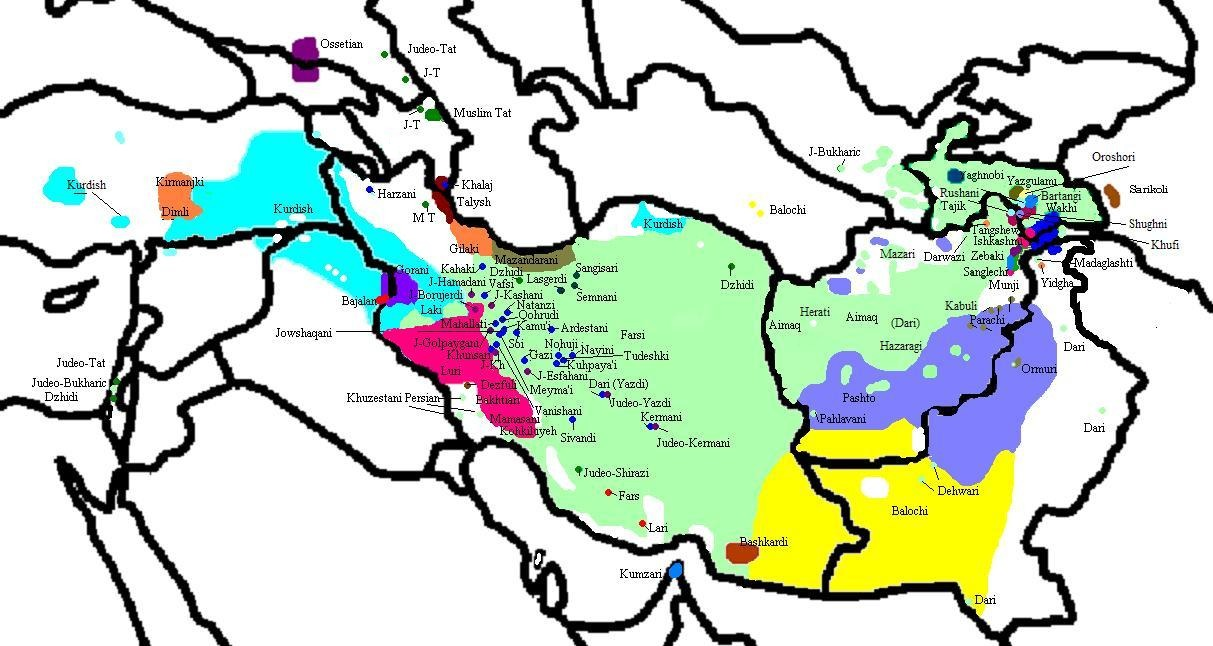
イラン語群の分布： ペルシャ語（緑色）、パシュトー語（紫色）、バローチー語（黄色）、クルド語（空色）、ほかイラン系諸語

インド語群
- ヴェーダ語 （古代語）
- サンスクリット （古代語）
- プラークリット （古代語）
  - パーリ語
- 中央語群（ヒンディー語群（英語版））
  - グジャラート語
  - ヒンディー語、ウルドゥー語
  - パンジャーブ語
  - ドマリ語 - ドムの言語
  - ロマ語 - ロマ（ジプシー）の言語
- 東部語群（マガダ語）
  - アッサム語
  - ベンガル語
  - マイティリー語
  - オリヤー語
- 北部語群（パハール語群）
  - ネパール語
- 北西語群
  - シンド語（シンディー語）
- 南部語群
  - マラーティー語
  - シンハラ語
  - ディベヒ語
- ダルド語群
  - カシミール語
  - コワール語

ヌーリスターン語群
イラン語群
- アヴェスター語（古代語）
- 古代ペルシア語（古代語）
- メディア語（古代語）
- スキタイ語（古代語）
- バクトリア語（古代語）
- パフラヴィー語（古代語）
- 西イラン語群
  - ペルシア語
  - ダリー語
  - タジク語
  - ブハラ語（ブハラ・ユダヤ人）
  - ムスリム・タート語
  - ユダヤ・タート語（山岳ユダヤ人）
  - ダリー語 (ゾロアスター教)
  - クルド語（クルド人）
  - バローチー語
  - タリシュ語
- 東イラン語群
  - パシュトー語
  - オセット語
  - パミール諸語